# IC 1255
IC 1255 — галактика типу Sc (компактна спіральна галактика) у сузір'ї Змієносець.
Цей об'єкт міститься в оригінальній редакції індексного каталогу.